# .ba
.ba為波斯尼亞和黑塞哥維那國家及地區頂級域（ccTLD）的域名。該域名於1996年8月14日啟用。該域名只能由位于波斯尼亚和黑塞哥维那的實體或在波斯尼亚和黑塞哥维那有代表機構的組織註冊。

## 二級域名
- .edu.ba 用于教育组织
- .gov.ba 用于政府機構
- .net.ba 用于网络运营商
- .org.ba 用于非营利组织

## 外部連結
- IANA .ba whois information（页面存档备份，存于）
- NIC.BA（页面存档备份，存于）
- BIHnet (.com.ba)
- Sayber (.co.ba)（页面存档备份，存于）
- SARnet Centar (.rs.ba)